# بحر دار
بحر دار (بالأمهرية: ባሕር ዳር)‏ مدينة تقع في مرتفعات إثيوبيا، على ضفة بحيرة تانا الجنوبية، عند شلالات منبع النيل الأزرق. هي عاصمة مقاطعة أمهرة شمال غرب إثيوبيا، وهي بوابة كنائس وديار الرهبان، ومدينة قوندر السياحية، عاصمة إثيوبيا سابقا.

## الموقع

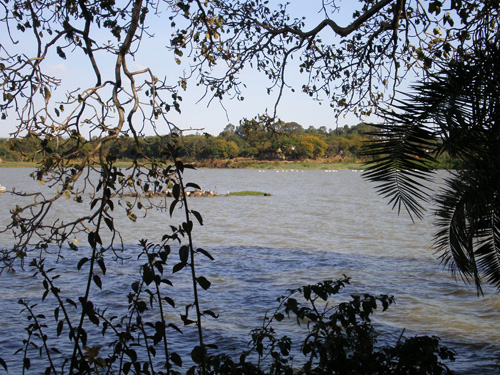
بحيرة تانا (البحر)
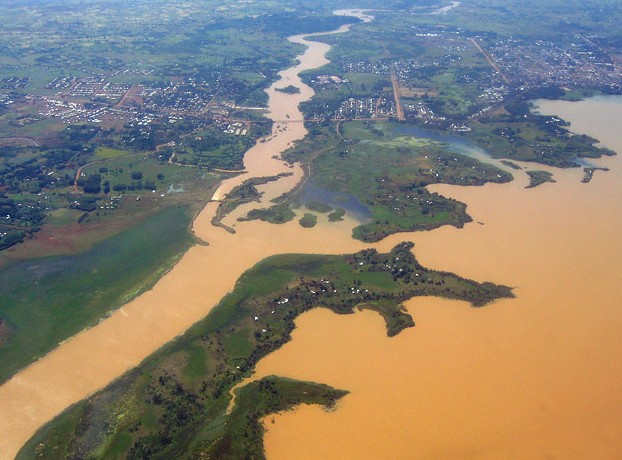
منبع النيل الأزرق
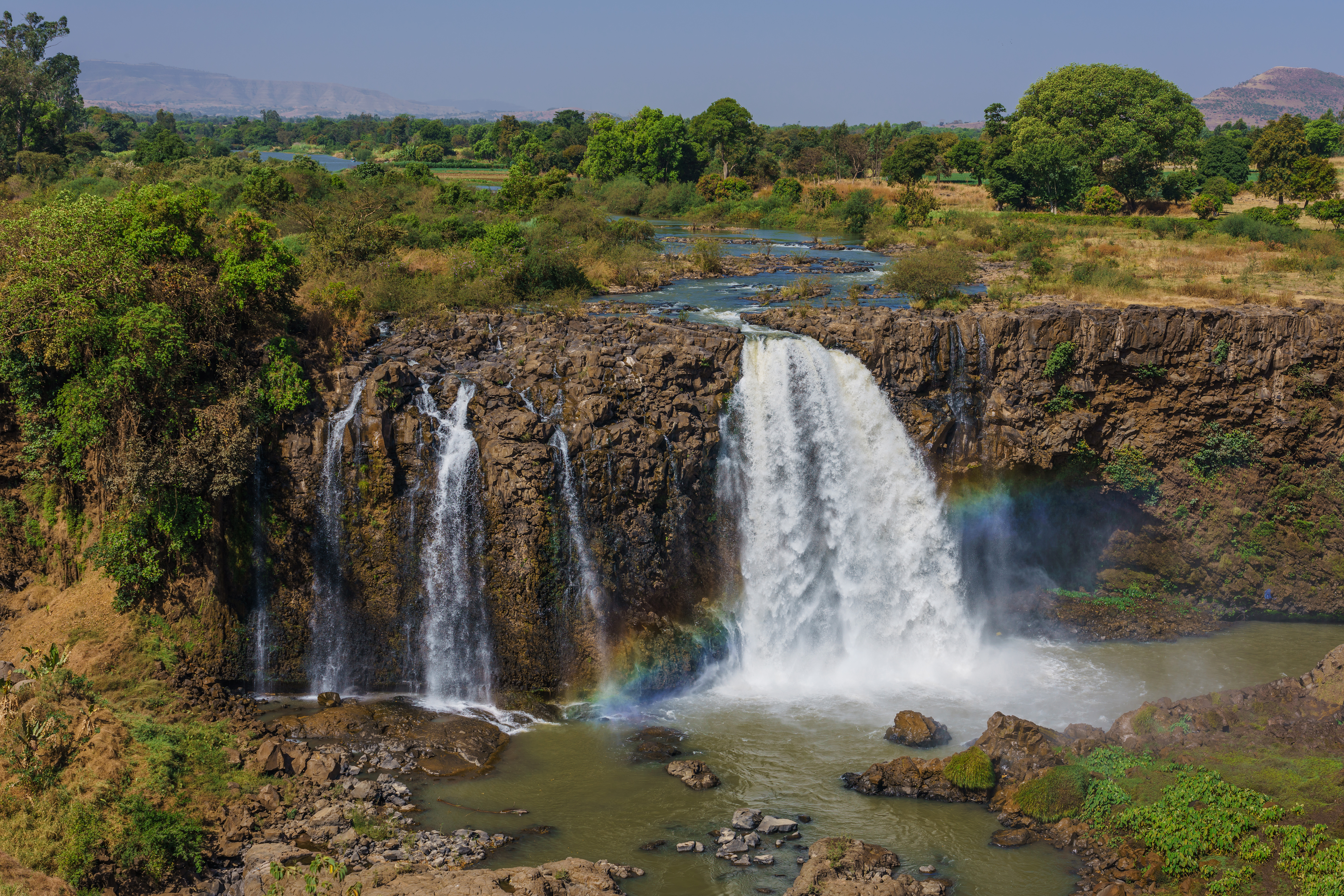
شلالات النيل الأزرق

## المواصلات
يربطها بمدينة القضارف السودانية طريق بري مرصوف.

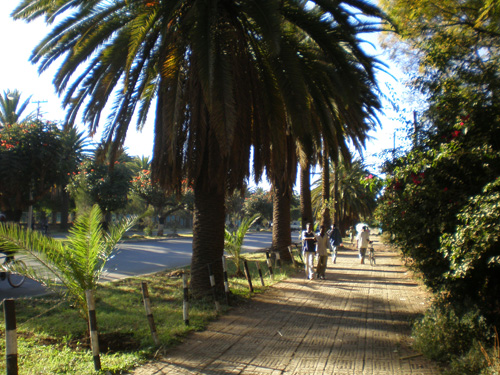
شارع رئيسي
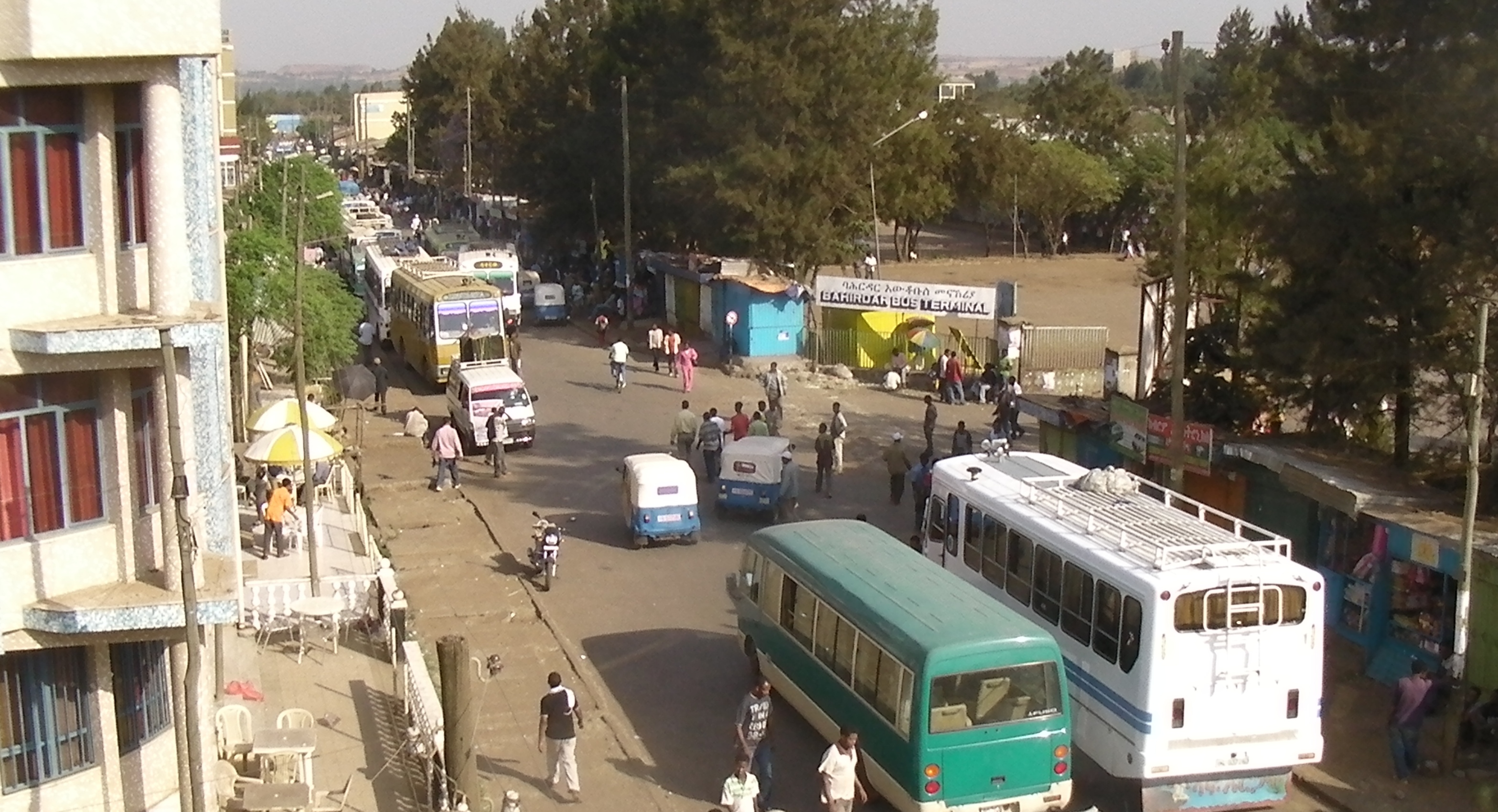
محطة الحافلات
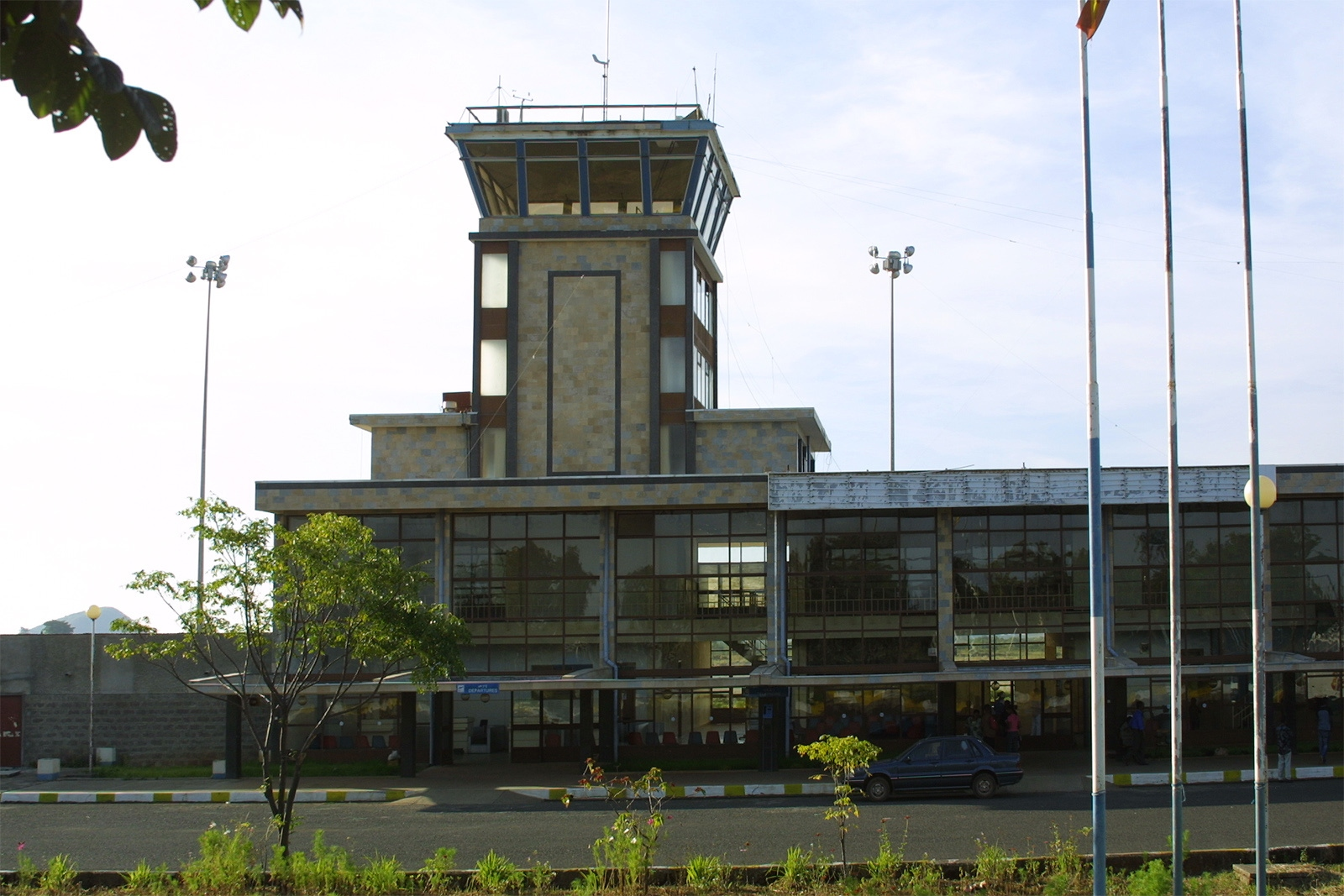
المطار
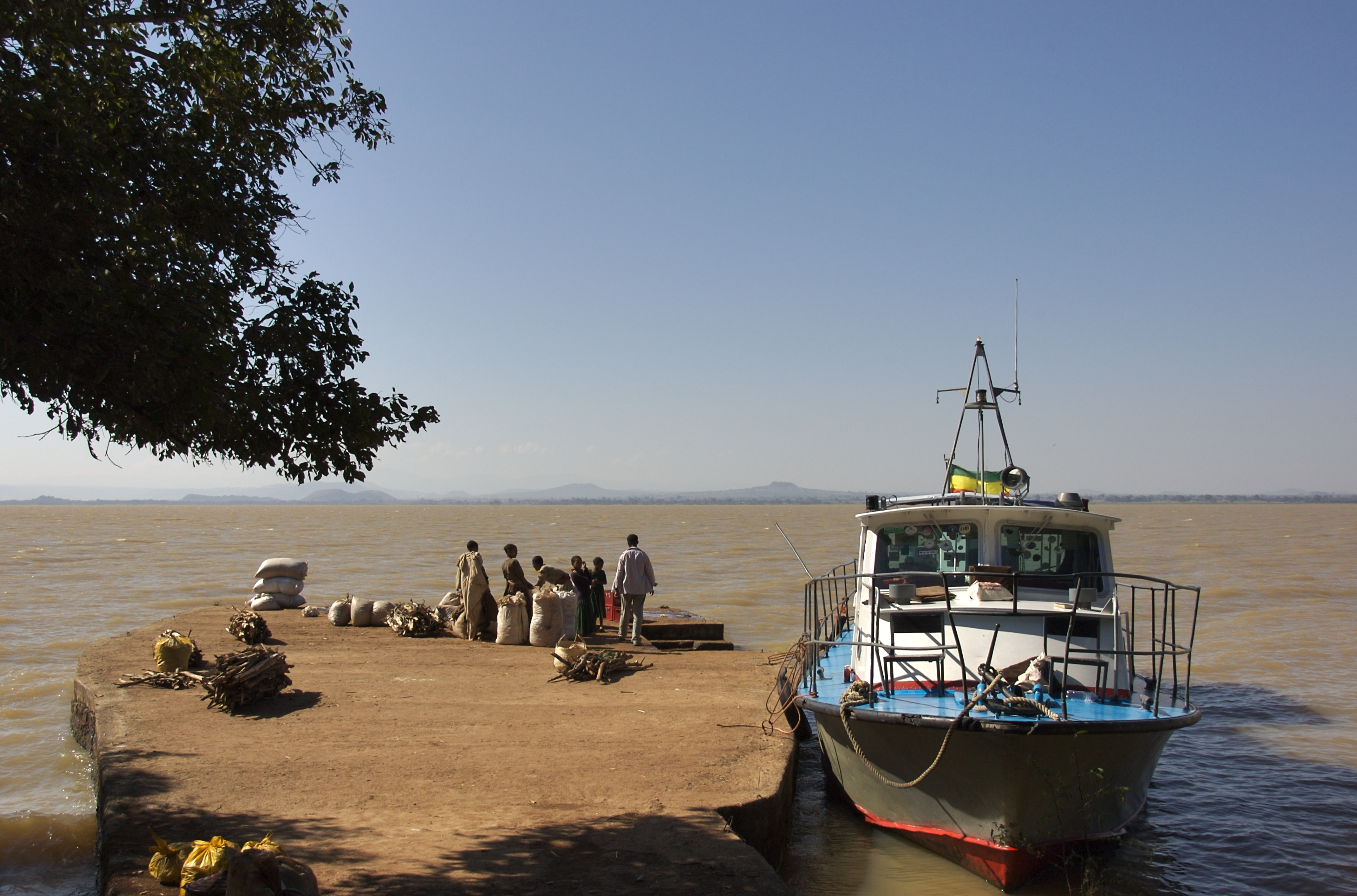
مرسى

## الاقتصاد

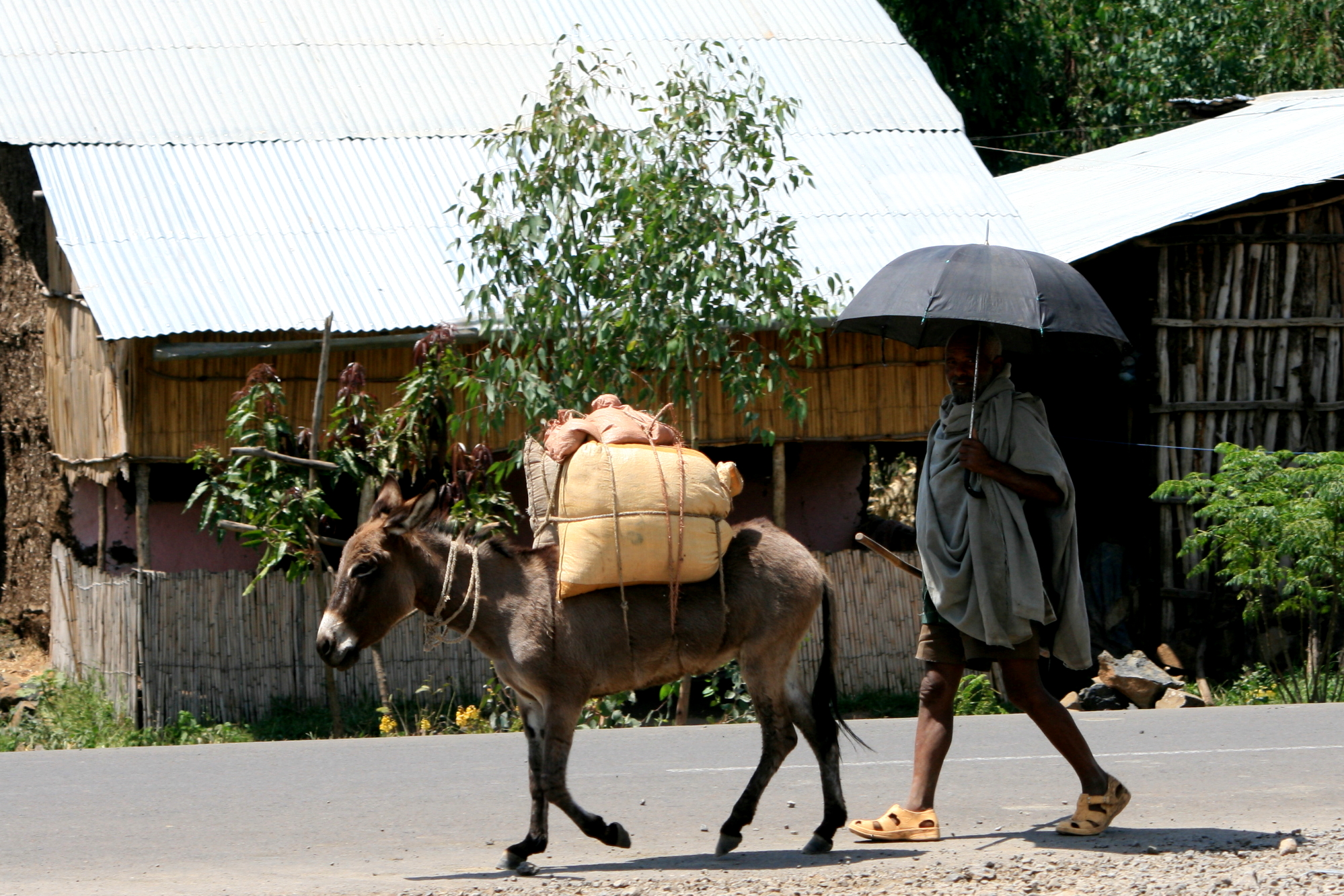
حمار يحمل بضاعة إلى السوق
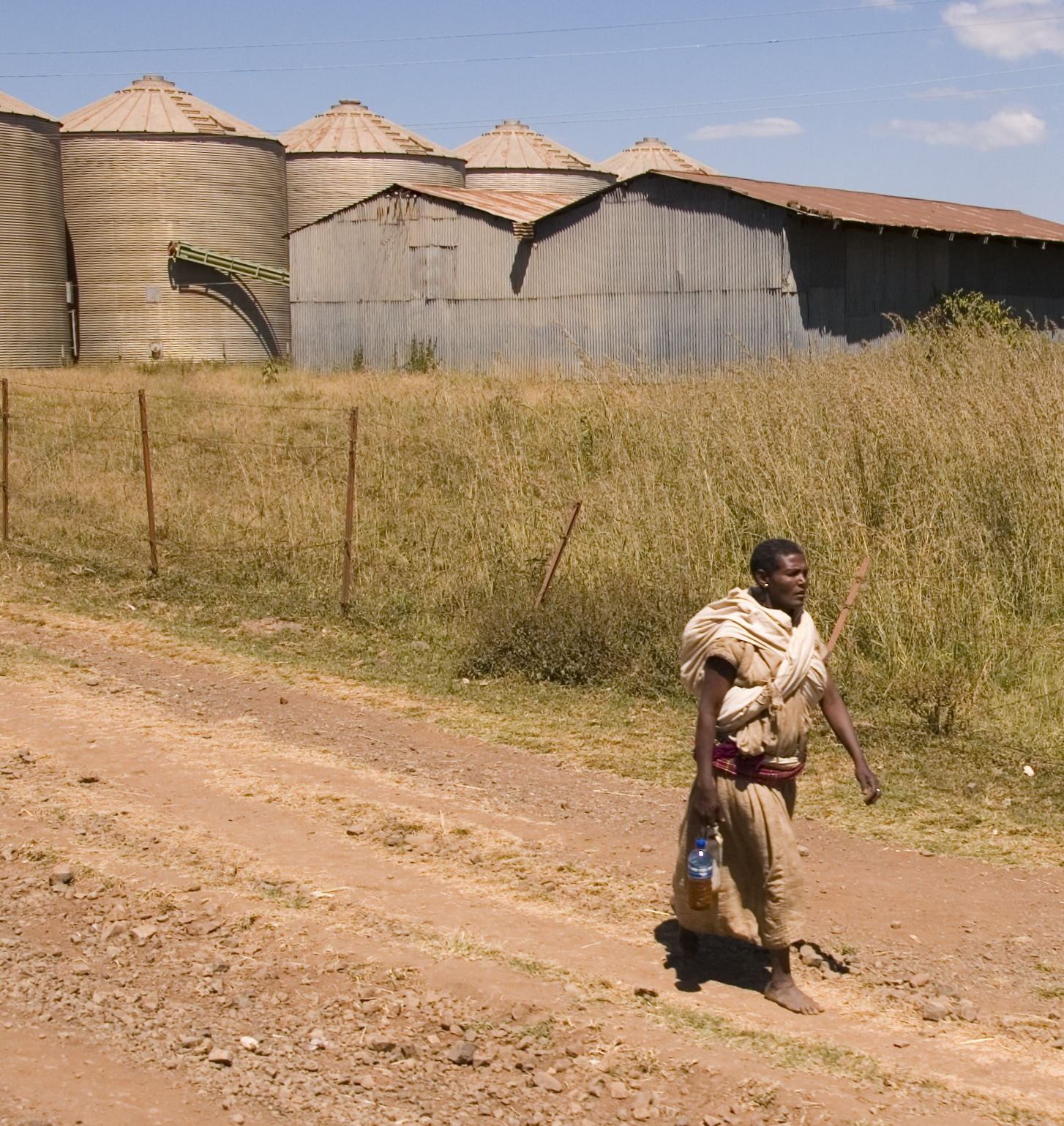
صوامع الغلال
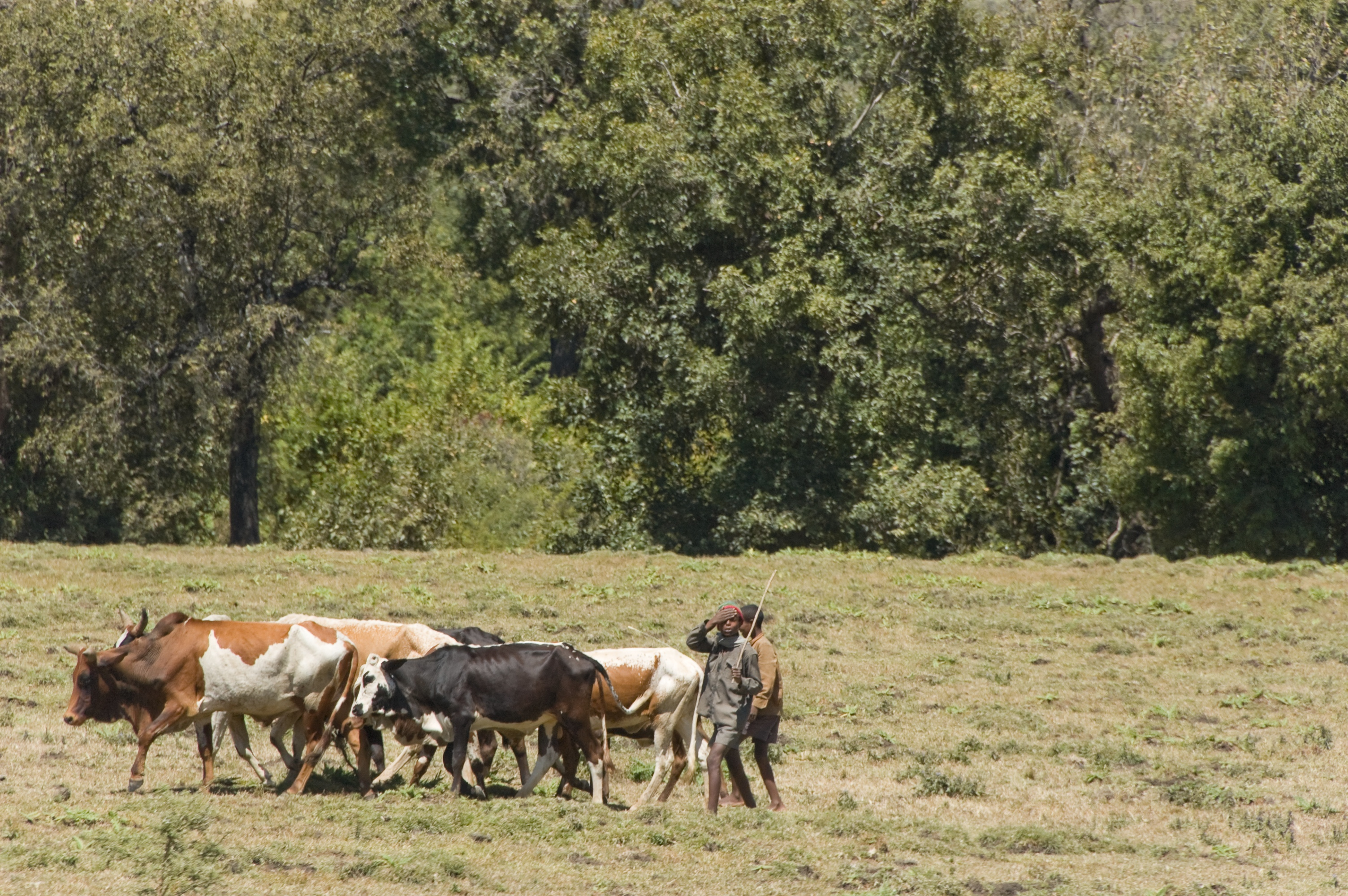
المواشي
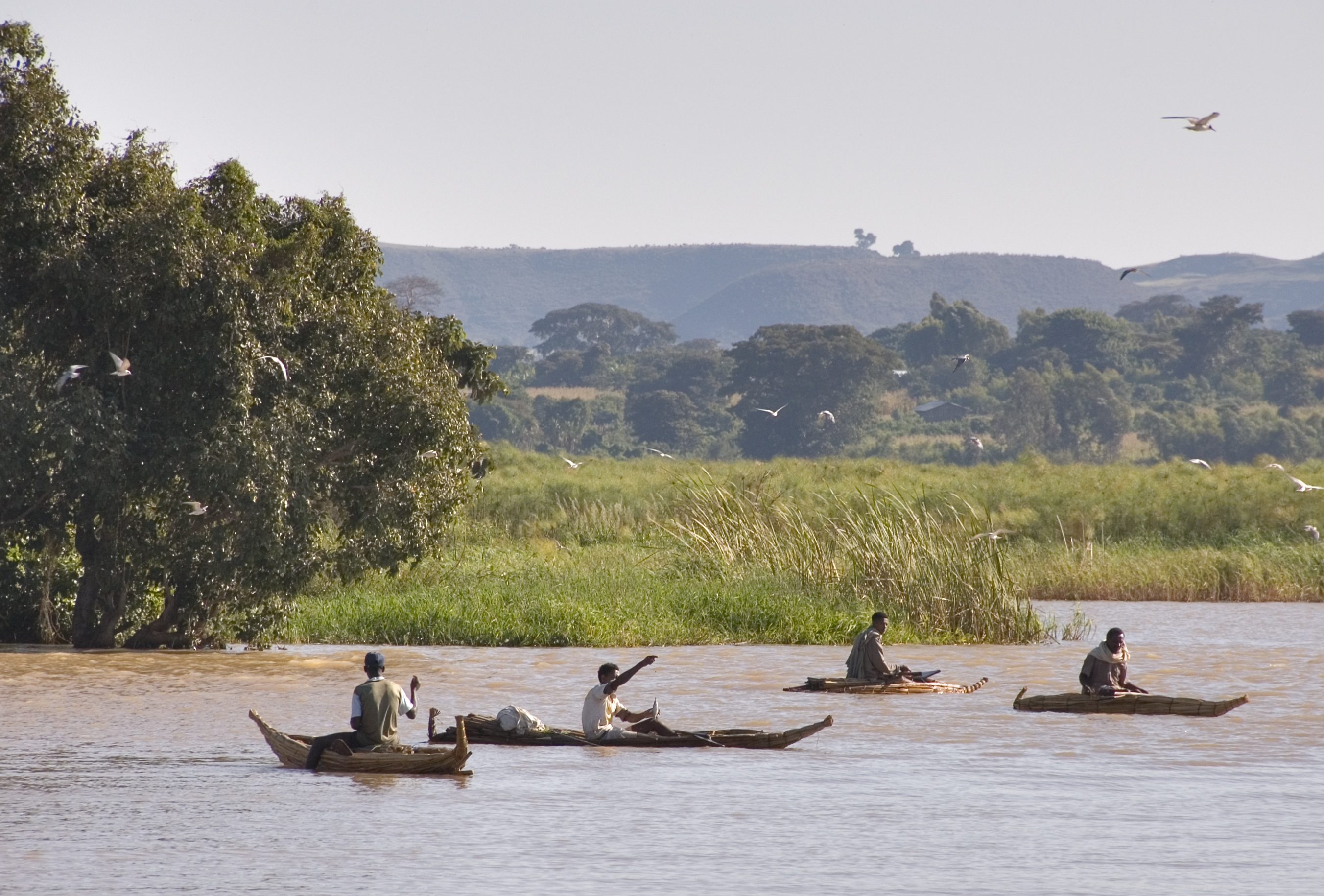
صيد السمك

## السكان
غالبية السكان من عرقية الأمهرة.

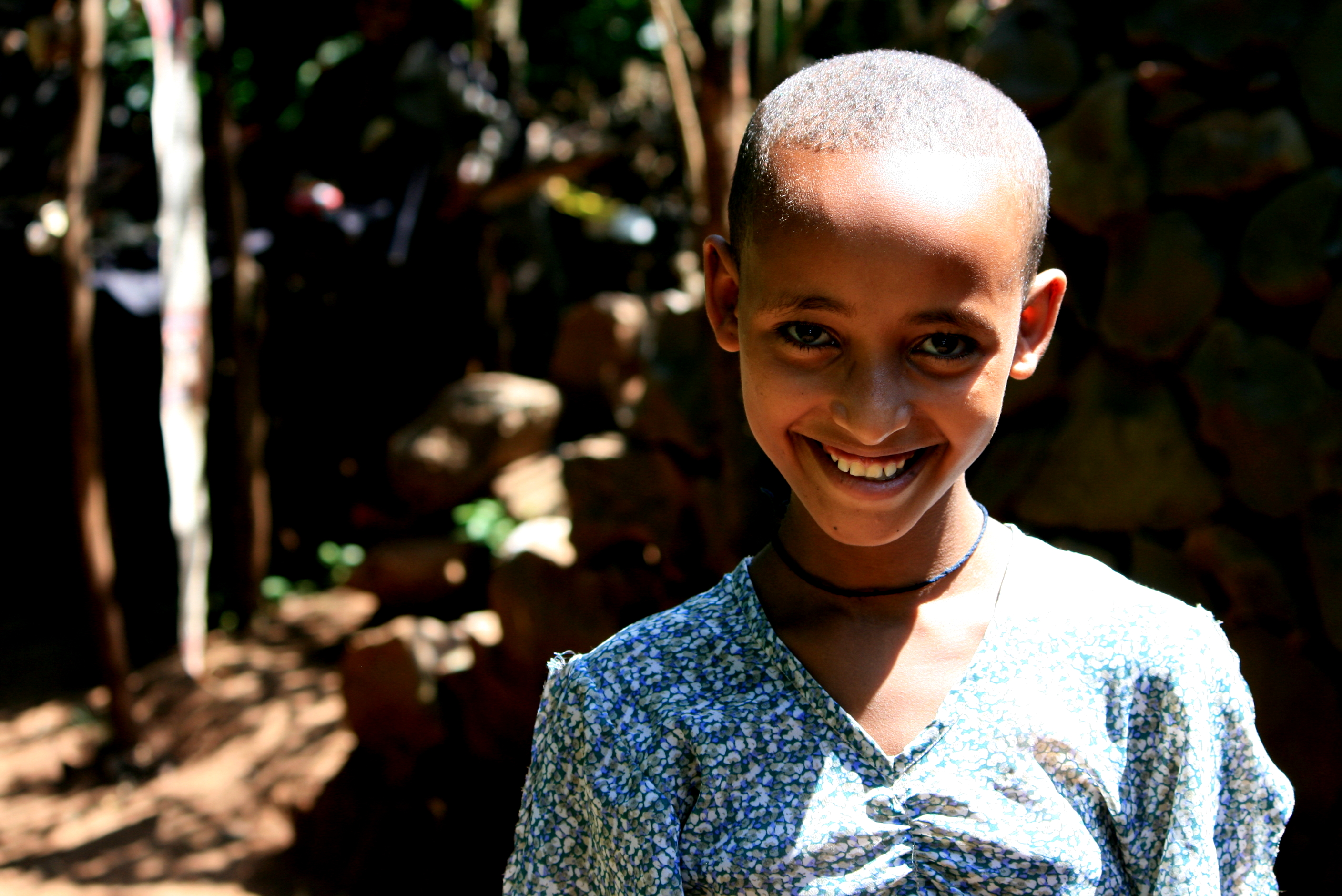
بنت
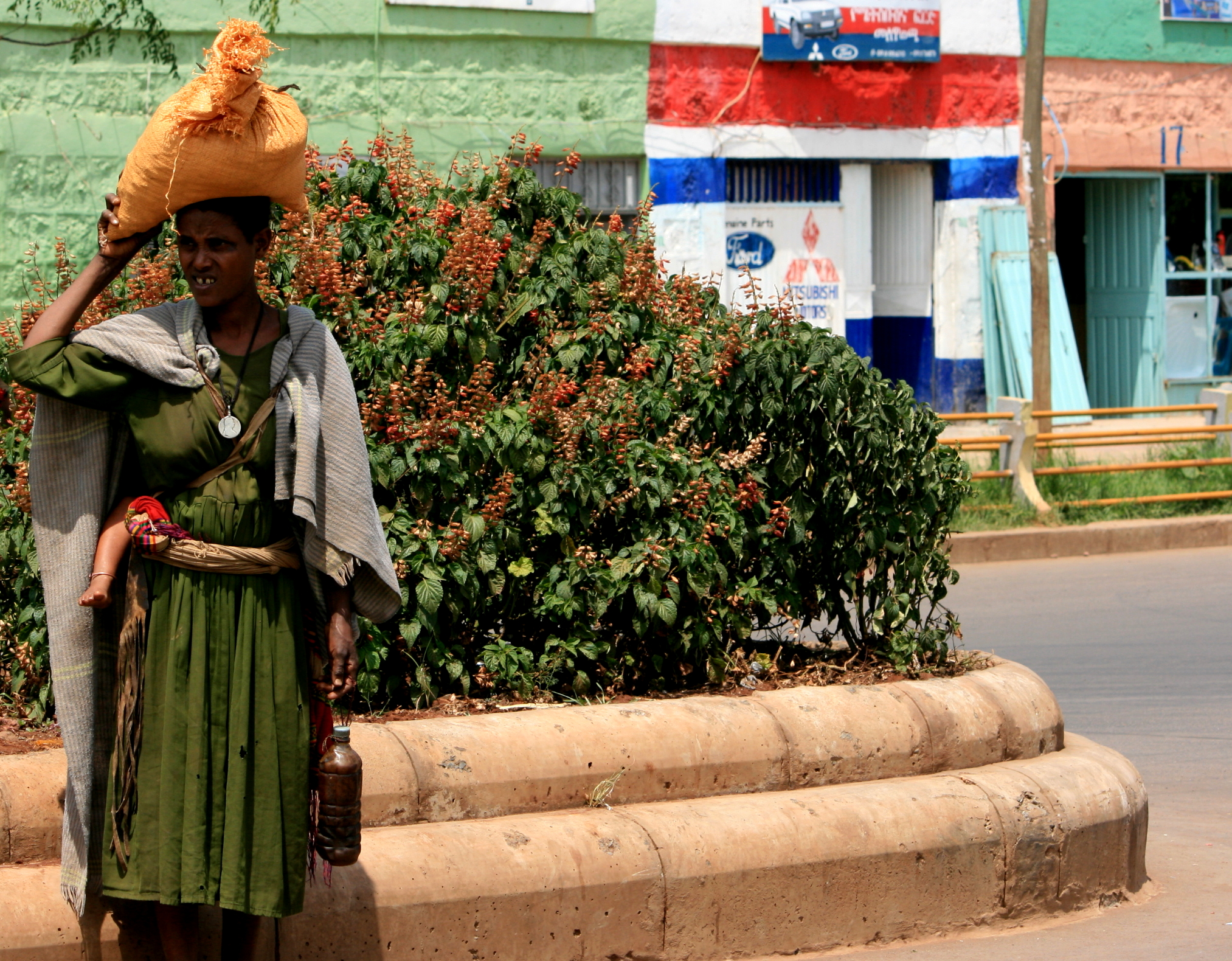
امرأة
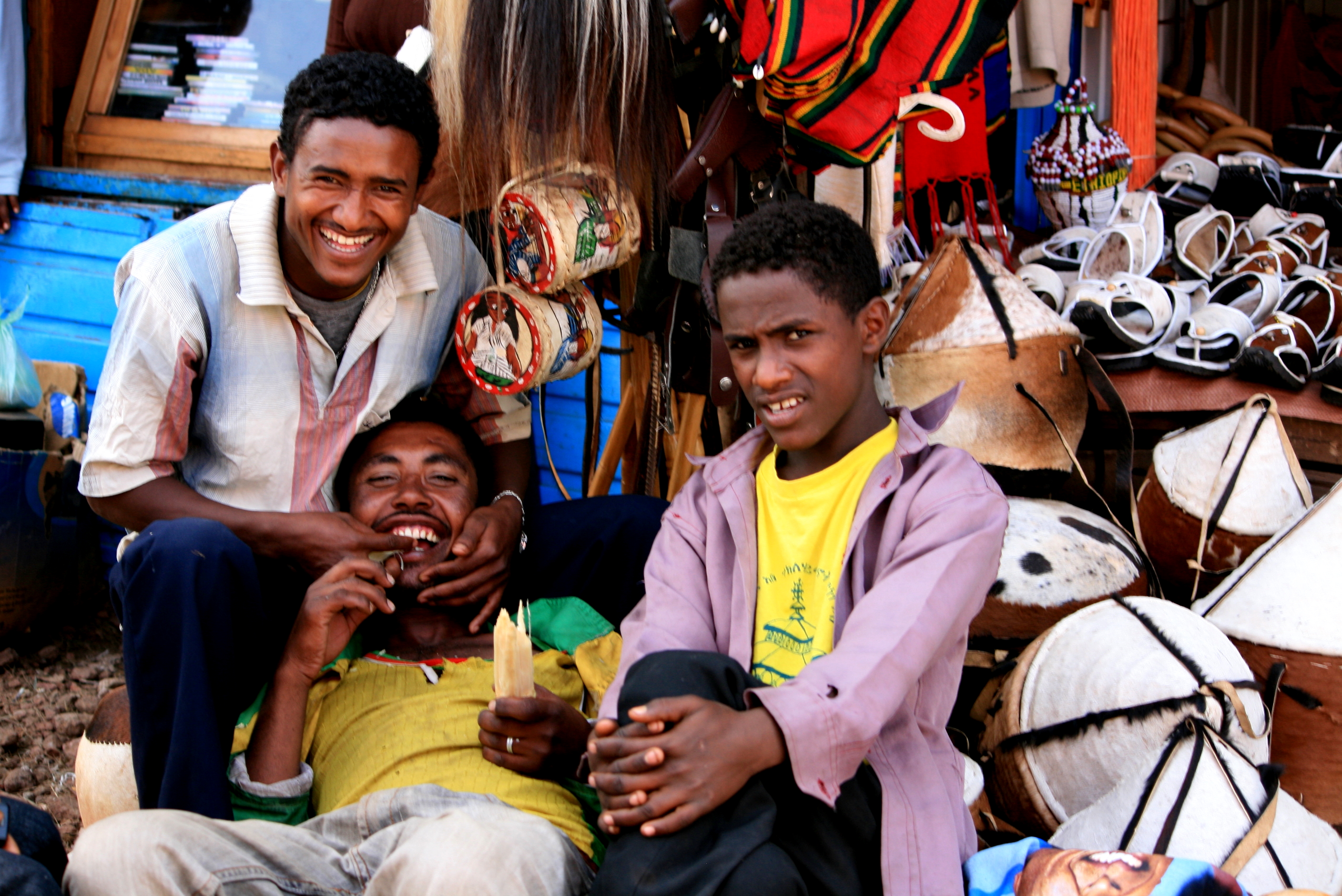
شبان
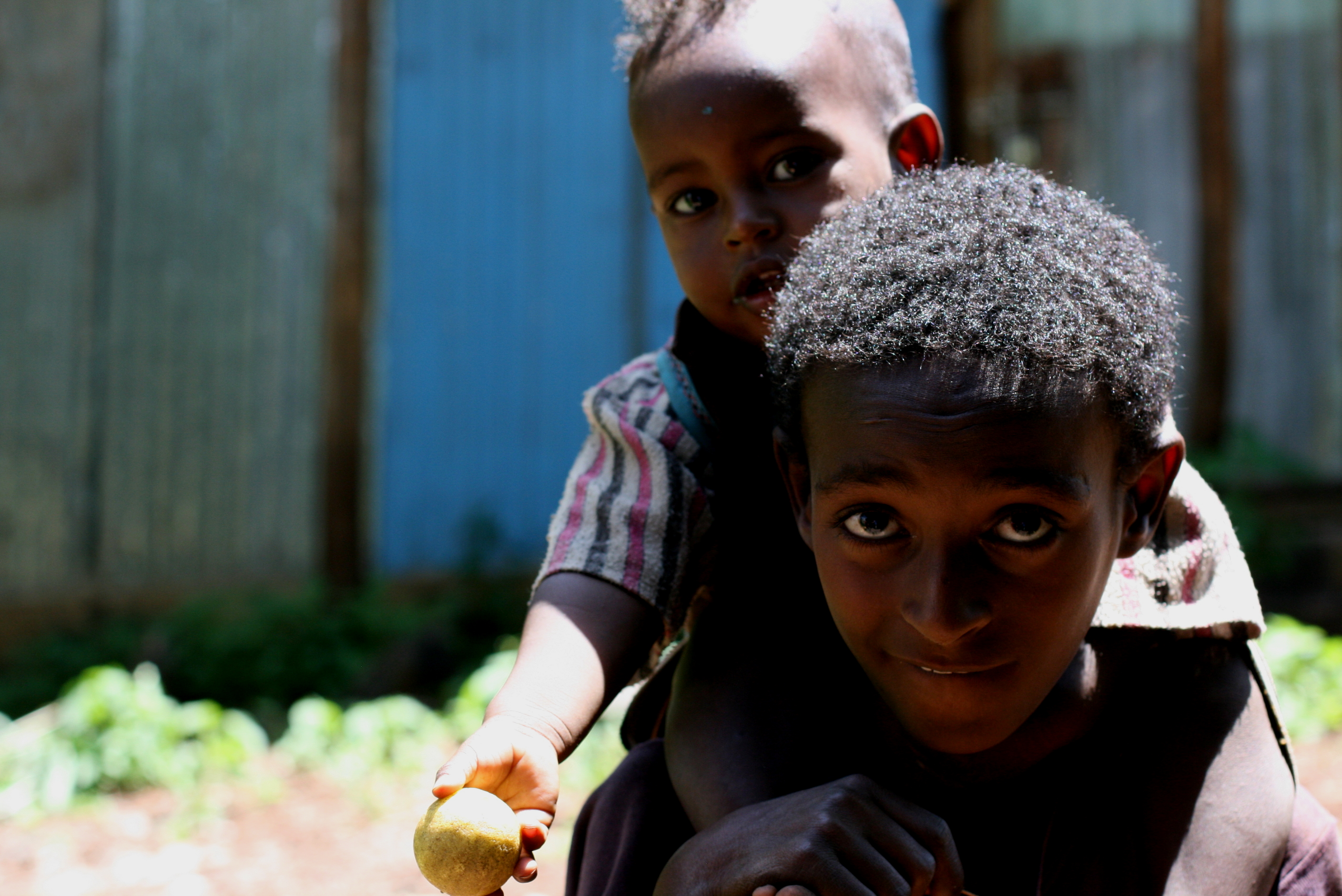
طفلان
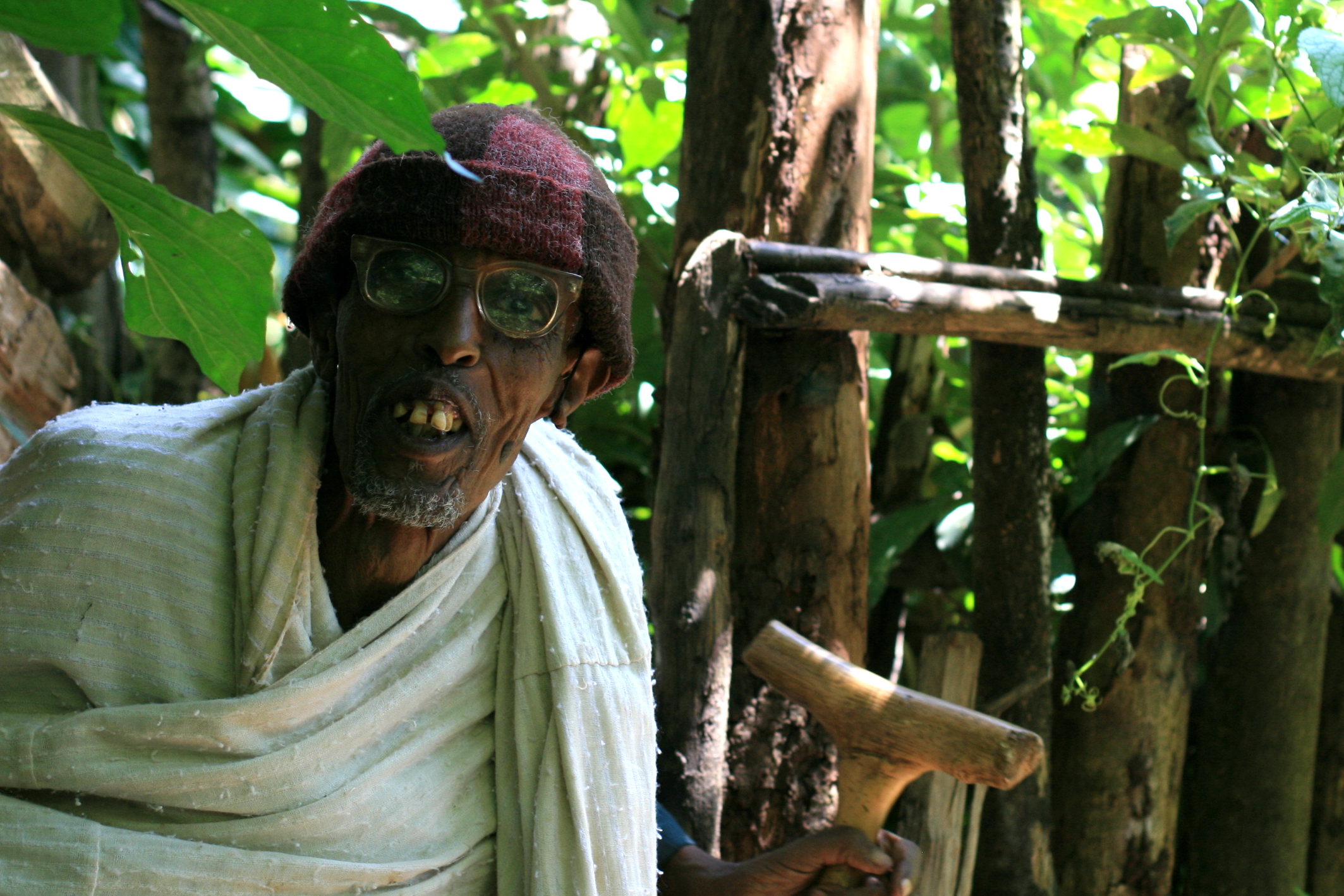
رجل

## المعالم

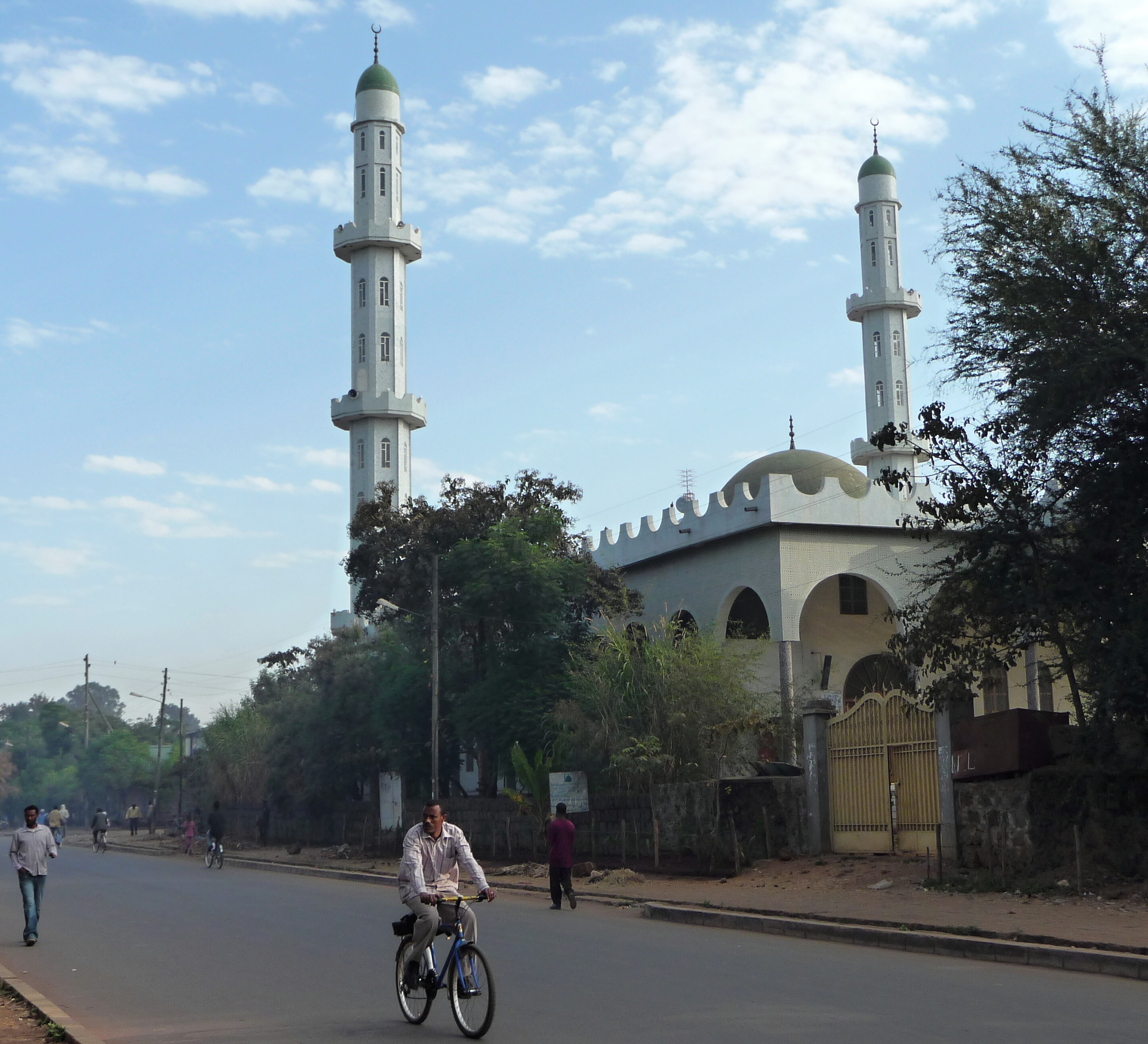
الجامع الكبير بالمدينة
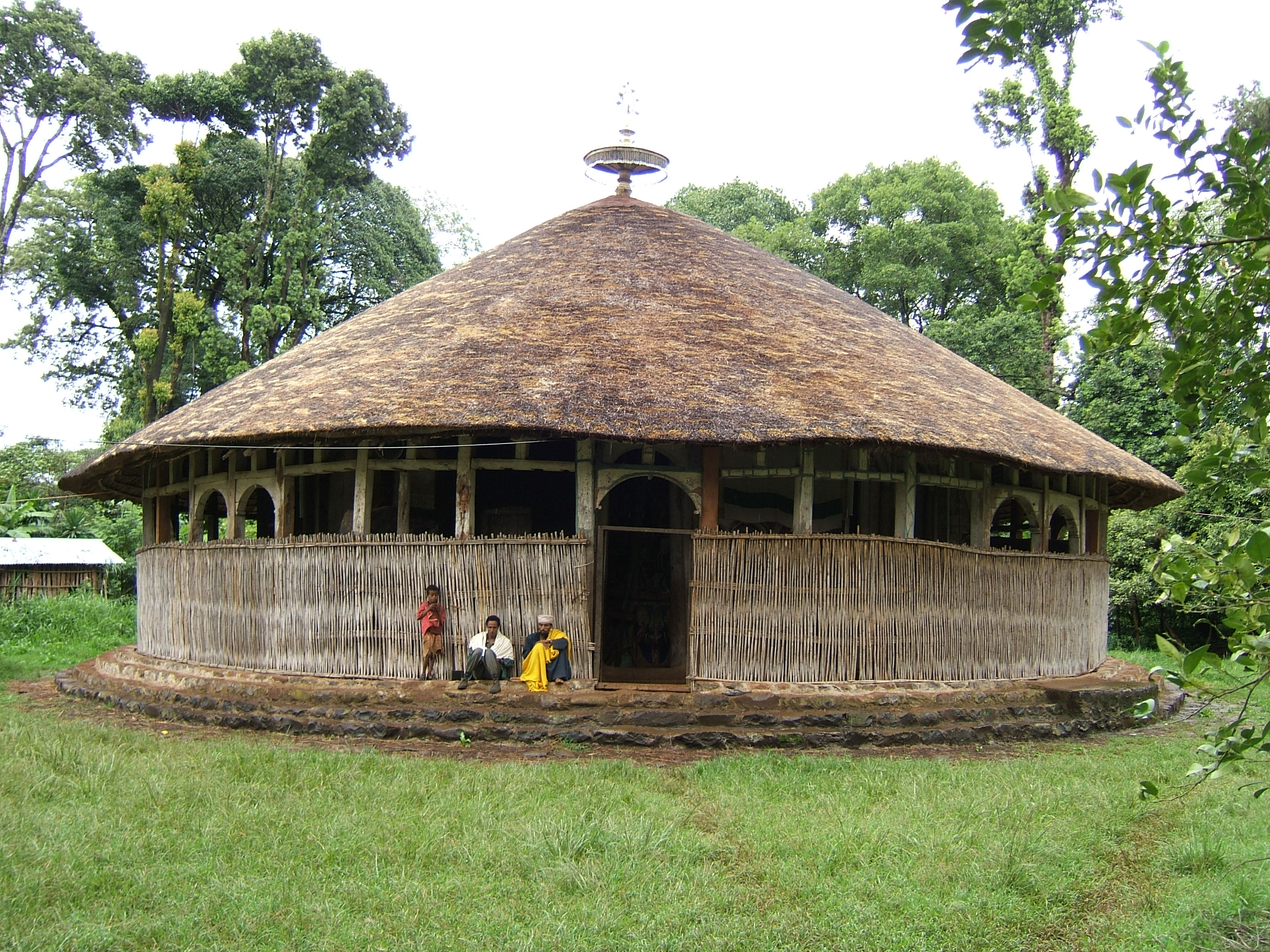
كنيسة التوحيد السائدة
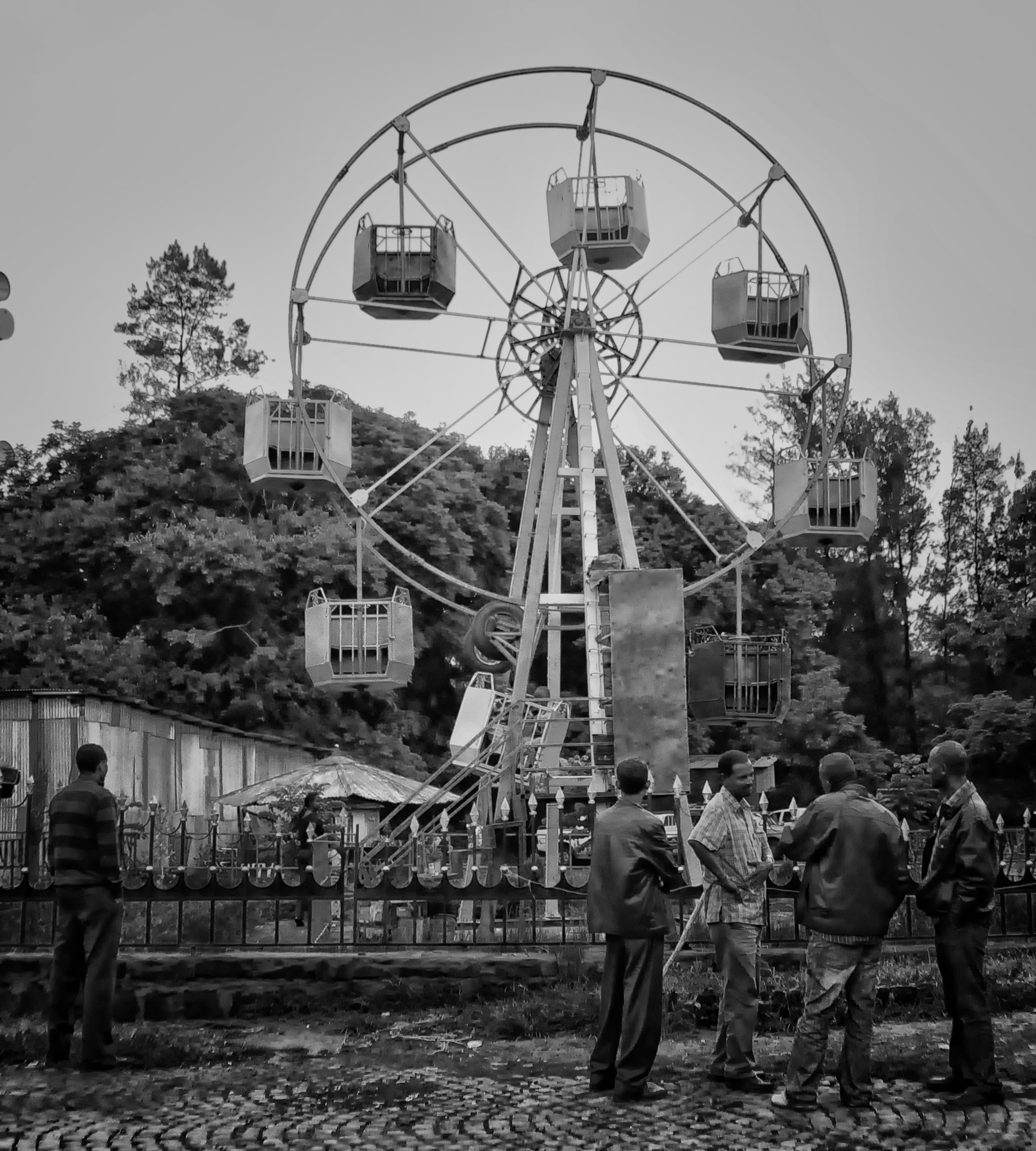
ملاهي
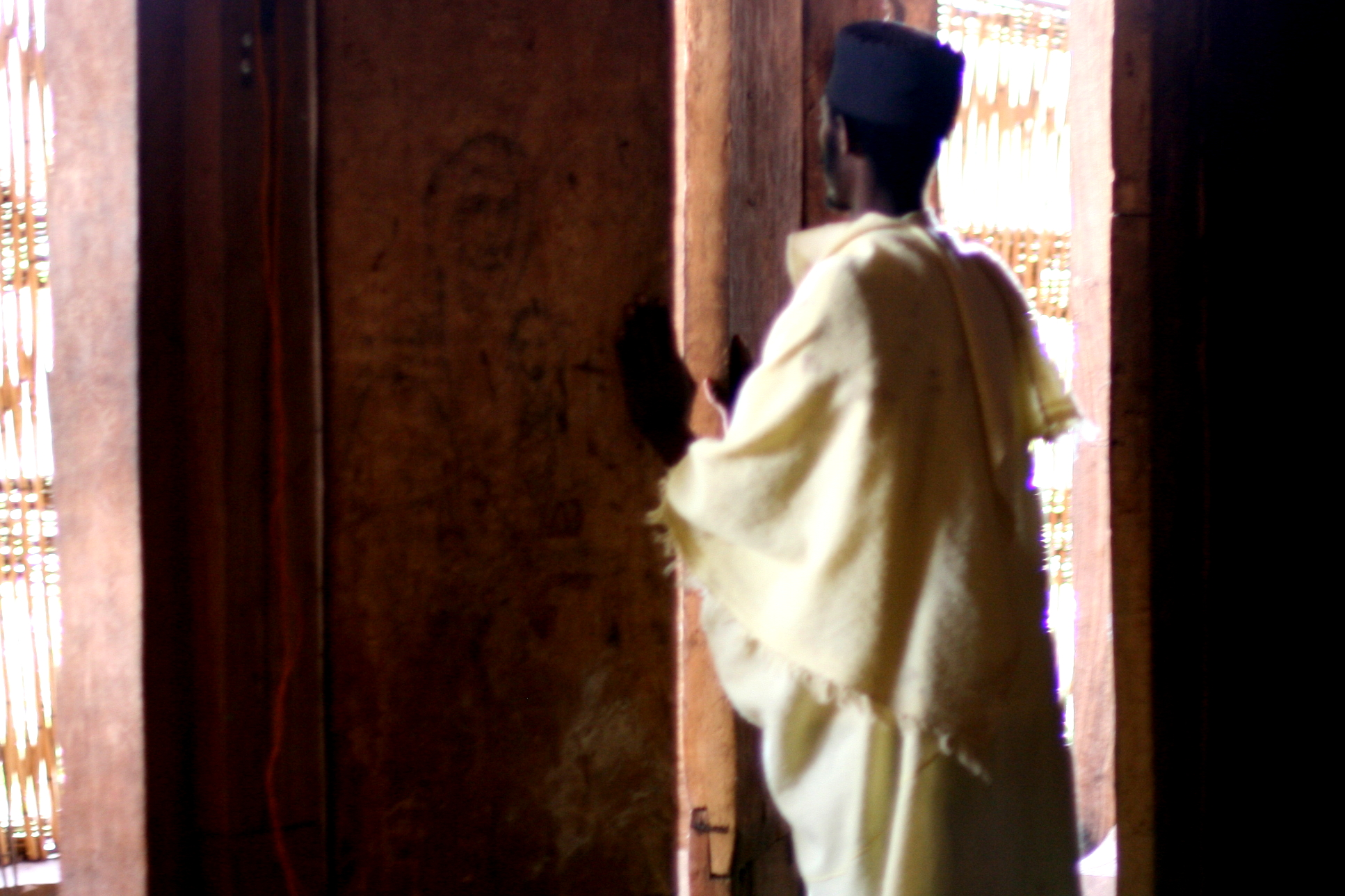
راهب في دير عتيقة
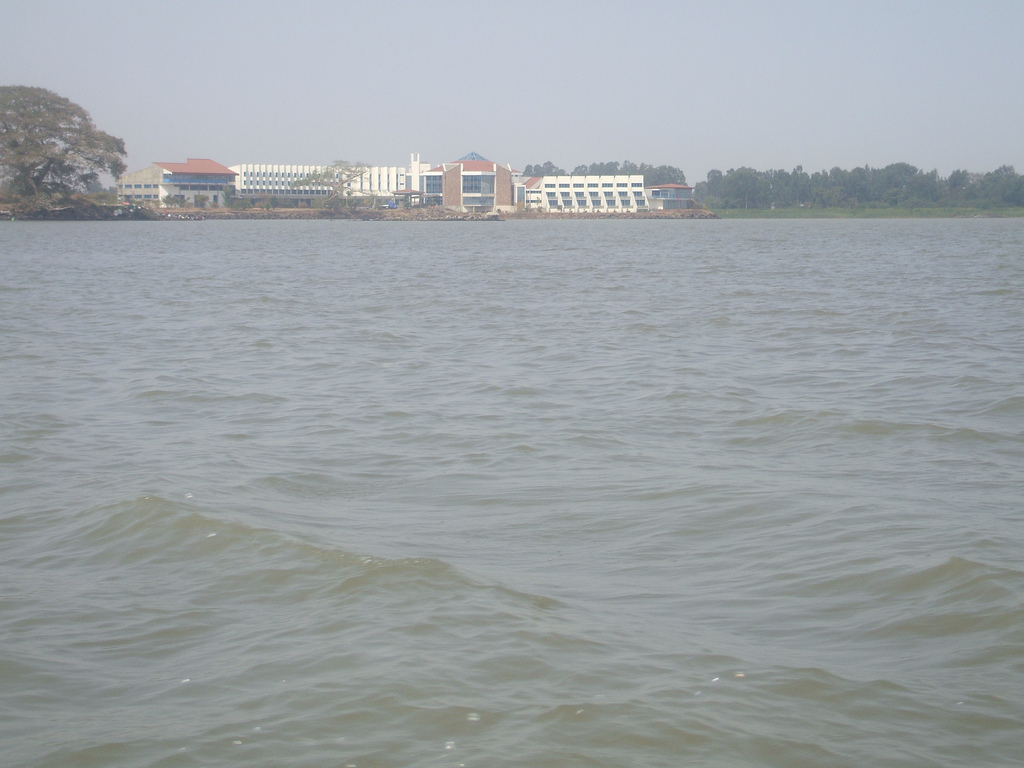
منتجع على ضفة البحر

## توأمة
لبحر دار اتفاقيات توأمة مع كل من:
- كليفلاند
- أسدود